# Glyphidopeza
Glyphidopeza är ett släkte av tvåvingar. Glyphidopeza ingår i familjen Brachystomatidae.
Kladogram enligt Catalogue of Life:
| Glyphidopeza | \| \| Glyphidopeza fluviatlis \| \| \| \| \| \| Glyphidopeza longicornis \| \| \| \| |
|              | \| \| Glyphidopeza fluviatlis \| \| \| \| \| \| Glyphidopeza longicornis \| \| \| \| |
|              | Anomalempis                                                                          |
|              |                                                                                      |
|              | Apalocnemis                                                                          |
|              |                                                                                      |
|              | Boreodromia                                                                          |
|              |                                                                                      |
|              | Brachystoma                                                                          |
|              |                                                                                      |
|              | Ceratempis                                                                           |
|              |                                                                                      |
|              | Ceratomerus                                                                          |
|              |                                                                                      |
|              | Ephydrempis                                                                          |
|              |                                                                                      |
|              | Gloma                                                                                |
|              |                                                                                      |
|              | Heleodromia                                                                          |
|              |                                                                                      |
|              | Hyperperacera                                                                        |
|              |                                                                                      |
|              | Niphogenia                                                                           |
|              |                                                                                      |
|              | Pseudheleodromia                                                                     |
|              |                                                                                      |
|              | Sabroskyella                                                                         |
|              |                                                                                      |
|              | Sematopoda                                                                           |
|              |                                                                                      |
|              | Sinotrichopeza                                                                       |
|              |                                                                                      |
|              | Trichopeza                                                                           |
|              |                                                                                      |
|              | Xanthodromia                                                                         |
|              |                                                                                      |
|              | Zealandicesa                                                                         |
|              |                                                                                      |
|              | Glyphidopeza fluviatlis                                                              |
|              |                                                                                      |
|              | Glyphidopeza longicornis                                                             |
|              |                                                                                      |

|  | Glyphidopeza fluviatlis  |
|  |                          |
|  | Glyphidopeza longicornis |
|  |                          |